# Mort Walker

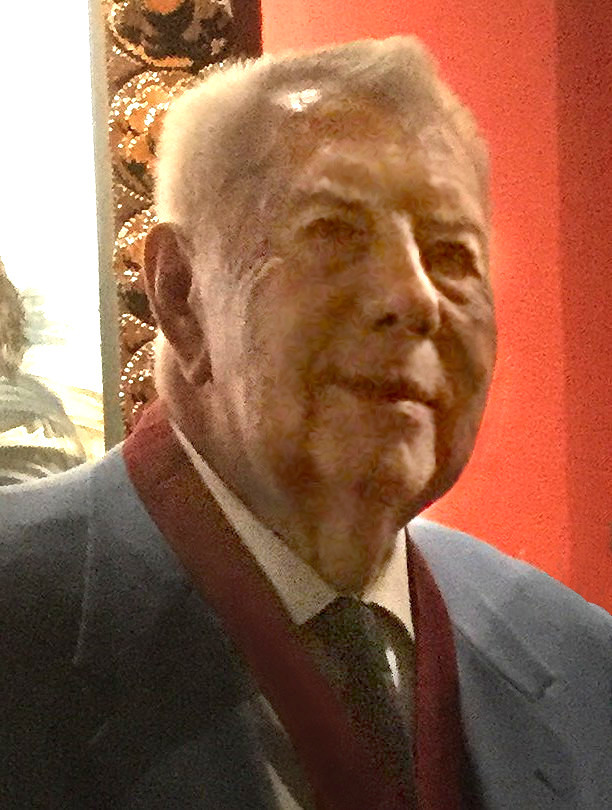
Mort Walker (2016)

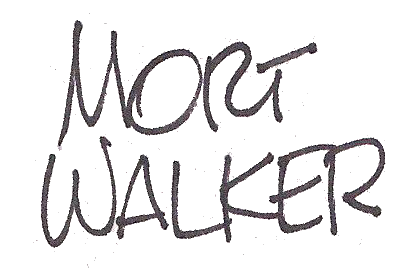
Mort Walkers Signatur

Mortimer (Mort) Addison Walker (* 3. September 1923 in El Dorado, Kansas; † 27. Januar 2018 in Stamford, Connecticut) war ein US-amerikanischer Comiczeichner und -autor. Bekannt wurde er vor allem durch die Figur des Beetle Bailey (in Deutschland teilweise unter dem Namen Schütze A veröffentlicht) sowie durch die Comicreihe Hi and Lois (bei Ehapa teilweise unter dem Namen Die Pfifferlinge erschienen). Gemäß Andreas C. Knigge ist er Amerikas erfolgreichster Zeichner von Comic-Strips.

## Leben und Werk
Walker, der schon 1936 seinen ersten, wenn auch kurzlebigen, Strip The Limejuicers veröffentlichte, erlernte das Zeichnen per Fernkurs. Der Strip Sunshine and Shadow folgte 1940. 1943 wurde Walker zur Armee eingezogen und verbrachte das Ende der Kriegszeit in Italien. Nach dem Krieg war er Redakteur beim Verlag Dell und entwickelte 1949 für die Saturday Evening Post die Comicfigur des Studenten Spider, dessen Strip eingestellt werden sollte, da das King Features Syndicate, das mittlerweile die Rechte gekauft hatte, diesen nur an wenige Zeitungen verkaufen konnte. Kurzerhand ließ Walker seine Figur sich bei der Armee einschreiben und 1965 wurde die Marke von 1000 Zeitungen überschritten, eine Zahl, die vorher nur Blondie erreicht hatte. Versuche, Beetle Bailey wieder in das Zivilleben zurückzuführen, scheiterten an den Reaktionen der Leser.
Als Spin-off aus Beetle Bailey entwickelte Walker zusammen mit dem Zeichner Dik Browne 1954 die Serie Hi and Lois, Schwager und Schwester von Beetle Bailey. Weitere Strips waren Mrs Fritz’ Flats (Zeichnungen von Frank Roberge), der von 1957 bis 1972 erschien, und Sam’s Strip (Zeichnungen von Jerry Dumas), der schon zwei Jahre nach seinem ersten Erscheinen im Jahr 1961 aufgrund mangelnden Leserinteresses wieder eingestellt wurde; erst 1977 wurde der Strip unter dem Titel Sam and Silo wiederbelebt. Weitere Strips waren Boner’s Ark (1968), den er auch zeichnete, The Evermores (1982) und Gamin and Patches (1987). Letzterer, den er genau wie Boner’s Ark mit Addison signierte, gilt als Walkers erfolglosester Strip, da er nach einem Jahr wieder eingestellt wurde.
Walker gründete zusammen mit Dik Browne im Jahr 1974 das Museum of Cartoon Art in Port Chester, New York.